# James Nnaji
 James Ugochukwu Nnaji (Makurdi, Nigeria, 14 de agosto de 2004) es un jugador de baloncesto nigeriano. Juega de pívot y pertenece a la plantilla del Merkezefendi Belediyesi Denizli de la BSL turca, cedido por el FC Barcelona.

## Carrera deportiva
Es un pívot formado en la Rátgéber Academy de Pécs en Hungría, con el que en la temporada 2018-19, aún en edad cadete, fue elegido como el mejor en la final de la European Youth Basketball League en Turquía.
Tras dos temporadas en la academia del conjunto húngaro, en 2020 firma con el FC Barcelona y es asignado durante la temporada 2020-21, al equipo junior y tendría participaciones con el equipo de Liga LEB Plata.
En la temporada 2021-22, alternaría el equipo junior con el  FC Barcelona B de Liga EBA.
El 9 de enero de 2022, hace su debut en Liga Endesa con el FC Barcelona en una derrota por 95 a 96 frente al Baxi Manresa, en los que el nigeriano participó casi 20 minutos anotando 10 puntos. Además, logró el récord histórico de la Liga Endesa en tapones de un jugador menor de 18 años con 5 tapones y consiguió el récord de valoración de jugadores de menos de 18 años en el Barça en ACB, tras sumar 19 créditos y superar los 15 logrados por Juan Carlos Navarro en la temporada 1997-98.
El 22 de septiembre de 2022, renueva su contrato con el conjunto blaugrana hasta 2027.
Fue elegido en la trigésimo primera posición del Draft de la NBA de 2023 por los Detroit Pistons.
El 4 de agosto de 2024, firma por el Bàsquet Girona de la Liga Endesa, cedido por el FC Barcelona durante una temporada. La etapa de Nnaji en el Girona finalizó en marzo de 2025 tras un acuerdo mutuo entre el club y el jugador. El 28 de marzo, el FC Barcelona anunció que Nnaji pasaría el resto de la temporada cedido en el Merkezefendi Belediyesi Denizli de la Basketbol Süper Ligi.